# ريان روسيتر
ريان روسيتر (بالإنجليزية: Ryan Rossiter)‏ مواليد 14 سبتمبر 1989 في جزيرة ستاتن، هو لاعب كرة سلة أمريكي. بدأ مسيرته الاحترافية في سنة 2011. يحمل الرقم 32. يبلغ طوله 6 قدم 9 بوصة (2.1 م). لعب مع كانتون شارج في دوري الرابطة الوطنية لفئة التطوير.

## روابط خارجية
- ريان روسيتر على موقع دوري كرة السلة الياباني للمحترفين (اليابانية)
- ريان روسيتر على موقع كرة السلة الأوروبية.كوم (الإنجليزية)
- ريان روسيتر على موقع كلية كرة السلة في سبورتس رفرنس.كوم (الإنجليزية)
- ريان روسيتر على موقع ريلجم (الإنجليزية)
- ريان روسيتر على موقع بروبوليرز (الإنجليزية)
- ريان روسيتر على موقع سبورتس رفرنس (الإنجليزية)